# Valeri Koroliov
Valeri Nikoláievich Koroliov, en ruso: Валерий Николаевич Королёв (nacido el 7 de septiembre de 1965 en San Petersburgo, Rusia) es un exjugador de baloncesto ruso. Consiguió 1 medalla en competiciones internacionales con la Unión Soviética.

## Trayectoria
- BC Spartak de San Petersburgo
- BC Budivelnyk  (1990-1992)
- UKJ Sankt Pölten (1994-1999)
- BC Vienna (1999-2000)
- UKJ Sankt Pölten (2000-2003)